# 1580 год
1580 (ты́сяча пятьсо́т восьмидеся́тый) год  по юлианскому календарю — високосный год, начинающийся в пятницу. Это 1580 год нашей эры, 10‑й год 8‑го десятилетия XVI века 2‑го тысячелетия, 1‑й год 1580‑х годов. Он закончился 445 лет назад.
| Пн | Вт | Ср | Чт | Пт | Сб | Вс |
|    |    |    |    | 1  | 2  | 3  |
| 4  | 5  | 6  | 7  | 8  | 9  | 10 |
| 11 | 12 | 13 | 14 | 15 | 16 | 17 |
| 18 | 19 | 20 | 21 | 22 | 23 | 24 |
| 25 | 26 | 27 | 28 | 29 | 30 | 31 |

| Пн | Вт | Ср | Чт | Пт | Сб | Вс |
| 1  | 2  | 3  | 4  | 5  | 6  | 7  |
| 8  | 9  | 10 | 11 | 12 | 13 | 14 |
| 15 | 16 | 17 | 18 | 19 | 20 | 21 |
| 22 | 23 | 24 | 25 | 26 | 27 | 28 |
| 29 |    |    |    |    |    |    |

| Пн | Вт | Ср | Чт | Пт | Сб | Вс |
|    | 1  | 2  | 3  | 4  | 5  | 6  |
| 7  | 8  | 9  | 10 | 11 | 12 | 13 |
| 14 | 15 | 16 | 17 | 18 | 19 | 20 |
| 21 | 22 | 23 | 24 | 25 | 26 | 27 |
| 28 | 29 | 30 | 31 |    |    |    |

| Пн | Вт | Ср | Чт | Пт | Сб | Вс |
|    |    |    |    | 1  | 2  | 3  |
| 4  | 5  | 6  | 7  | 8  | 9  | 10 |
| 11 | 12 | 13 | 14 | 15 | 16 | 17 |
| 18 | 19 | 20 | 21 | 22 | 23 | 24 |
| 25 | 26 | 27 | 28 | 29 | 30 |    |

| Пн | Вт | Ср | Чт | Пт | Сб | Вс |
|    |    |    |    |    |    | 1  |
| 2  | 3  | 4  | 5  | 6  | 7  | 8  |
| 9  | 10 | 11 | 12 | 13 | 14 | 15 |
| 16 | 17 | 18 | 19 | 20 | 21 | 22 |
| 23 | 24 | 25 | 26 | 27 | 28 | 29 |
| 30 | 31 |    |    |    |    |    |

| Пн | Вт | Ср | Чт | Пт | Сб | Вс |
|    |    | 1  | 2  | 3  | 4  | 5  |
| 6  | 7  | 8  | 9  | 10 | 11 | 12 |
| 13 | 14 | 15 | 16 | 17 | 18 | 19 |
| 20 | 21 | 22 | 23 | 24 | 25 | 26 |
| 27 | 28 | 29 | 30 |    |    |    |

| Пн | Вт | Ср | Чт | Пт | Сб | Вс |
|    |    |    |    | 1  | 2  | 3  |
| 4  | 5  | 6  | 7  | 8  | 9  | 10 |
| 11 | 12 | 13 | 14 | 15 | 16 | 17 |
| 18 | 19 | 20 | 21 | 22 | 23 | 24 |
| 25 | 26 | 27 | 28 | 29 | 30 | 31 |

| Пн | Вт | Ср | Чт | Пт | Сб | Вс |
| 1  | 2  | 3  | 4  | 5  | 6  | 7  |
| 8  | 9  | 10 | 11 | 12 | 13 | 14 |
| 15 | 16 | 17 | 18 | 19 | 20 | 21 |
| 22 | 23 | 24 | 25 | 26 | 27 | 28 |
| 29 | 30 | 31 |    |    |    |    |

| Пн | Вт | Ср | Чт | Пт | Сб | Вс |
|    |    |    | 1  | 2  | 3  | 4  |
| 5  | 6  | 7  | 8  | 9  | 10 | 11 |
| 12 | 13 | 14 | 15 | 16 | 17 | 18 |
| 19 | 20 | 21 | 22 | 23 | 24 | 25 |
| 26 | 27 | 28 | 29 | 30 |    |    |

| Пн | Вт | Ср | Чт | Пт | Сб | Вс |
|    |    |    |    |    | 1  | 2  |
| 3  | 4  | 5  | 6  | 7  | 8  | 9  |
| 10 | 11 | 12 | 13 | 14 | 15 | 16 |
| 17 | 18 | 19 | 20 | 21 | 22 | 23 |
| 24 | 25 | 26 | 27 | 28 | 29 | 30 |
| 31 |    |    |    |    |    |    |

| Пн | Вт | Ср | Чт | Пт | Сб | Вс |
|    | 1  | 2  | 3  | 4  | 5  | 6  |
| 7  | 8  | 9  | 10 | 11 | 12 | 13 |
| 14 | 15 | 16 | 17 | 18 | 19 | 20 |
| 21 | 22 | 23 | 24 | 25 | 26 | 27 |
| 28 | 29 | 30 |    |    |    |    |

| Пн | Вт | Ср | Чт | Пт | Сб | Вс |
|    |    |    | 1  | 2  | 3  | 4  |
| 5  | 6  | 7  | 8  | 9  | 10 | 11 |
| 12 | 13 | 14 | 15 | 16 | 17 | 18 |
| 19 | 20 | 21 | 22 | 23 | 24 | 25 |
| 26 | 27 | 28 | 29 | 30 | 31 |    |

## События
- 1493—1593 — Столетняя хорватско-османская война. Серия вооружённых конфликтов между Королевством Хорватия и Османской империей[1].
- 1507—1622 — Португало-персидская война. Ряд вооружённых конфликтов между колониалистской Португалией и вассальным Ормузом, с одной стороны, и Сефевидской империей, поддерживаемой англичанами, с другой[2].
- 1511—1641 — Малайско-португальская война. Вооружённый конфликт XVI-XVII веков, в котором Малаккский султанат при поддержке империи Мин, Голландской Ост-Индской компании (с 1607) и Джохора безуспешно сопротивлялся Португальской империи, стремившейся захватить Малакку и установить контроль над торговлей между Индией и Китаем[3].
- 1566—1609 — первый этап Нидерландской буржуазной революции (Восьмидесятилетняя война). Религиозно-идеологическая, политическая и социально-экономическая борьба Семнадцати провинций за независимость от испанского владычества[4].
- 1578—1581 — восстание ниндзя в провинции Ига в Японии[5].
- 1578—1590 — Турецко-персидская война[6].
- 1579—1580 — закончилась Седьмая религиозная война[7].
  - 27 мая—1 июня — осада и взятие Каора войсками короля Генриха Наваррского[8].
  - 7 июля—12 сентября — осада Ла-Фера[9].
  - 26 ноября — договор в Ле-Фле подписанный в Ле-Фле между братом короля Франции Франсуа Анжуйским и лидерами гугенотов. Франсуа Анжуйский согласился на его подписание, желая сосредоточить свои усилия на войне в Нидерландах.[10]
- 1579—1580 — Дрейк пересек Тихий океан, побывал на Молуккских островах и обогнул мыс Доброй Надежды.
  - Дрейк у тихоокеанского побережья Северной Америки.
  - 26 сентября — британский мореплаватель и пират Фрэнсис Дрейк на четырёхмачтовом флагманском галеоне «Золотая лань» вернулся в Плимут из кругосветного путешествия (2-го по счёту после путешествия Магеллана).
  - Королева Елизавета I лично посетила корабль Дрейка в Плимуте и возвела его в рыцари.

- 1580—1582 — восстание мусульманских феодалов в Индии против Акбара. Акбар подавил его главным образом с помощью индусских феодалов.
- 1580—1583 — война за португальское наследство. Вооружённый конфликт между претендентами на португальскую корону: Антониу из Крату, первоначально провозглашённым королём Португалии, и испанским королём Филиппом II, который в итоге и занял португальский трон, объединив тем самым весь Иберийский полуостров под своей властью[11].
  - 25 августа — битва при Алькантаре[12].
- 1580—1589 — Португало-турецкая война[13].
- 10 июня — второе основание Буэнос-Айреса[14].
- Англичане вновь отправляют экспедицию на поиски Северо-восточного прохода.
- Армия Альбы завоевала Португалию.
- Присоединение к Турции города Лепанто.
- Крестьянские волнения в Глубоцком панстве (Южная Чехия).
- Прибытие испанцев в Японию.
- Присоединение Королевства Португалии к Испании.
- Начата реконструкция Сплитского порта.
- Эпидемия чумы в Марселе.

## Русское государство
Царствование: 1533—1584 — Иван IV Васильевич Грозный
- 1558—1583 — Ливонская война[15]. 
  - 25 августа 1580—1581 — ввиду приготовления польского короля Стефана Батория к новому походу на Россию и его нежелание вести мирные переговоры, Иван Грозный отправляет своего посла Леонтия Истому Шевригина к императору Священной Римской империи Рудольфу II и Римскому папе Григорию XIII, с просьбой о посредничестве в заключении мира с Польшей[16].
  - Август — русская армия теряет крепость Велиж и Усвят. Войска Стефана Батория подходят к Великим Лукам[16].
  - Лето—5 сентября — поход на Великие Луки[17].
  - 25 августа—5 сентября — осада Великих Лук. Войска Речи Посполитой занимают Великие Луки.  Мирные переговоры не приносят результата, т.к. польская сторона требует уже не только всю Ливонию, но и города: Псков, Великий Новгород и Смоленск[16].
  - 20 сентября — битва под Торопцем. Торопец выдержал осаду польский войск[18].
  - 5—23 октября — осада Заволочья[19].
  - Октябрь — польские войска терпят поражение при Настасьино[20].
  - Октябрь—декабрь — осада Падиса[21].
  - Велиж взят польско-литовскими войсками[22].
- 1573—1582 — Война Строгановых. Конфликт между Сибирским ханством и землями Строгановых в Русском царстве за Пермские земли[23].
- 1577—1582 — Русско-польская война. Является частью Ливонской войны[24].
- 6 сентября — Иван Грозный женится в седьмой, последний раз. Его супругой становится Мария, дочь окольничего Федора Фёдоровича Нагого[16].
- Ноябрь — шведским войскам удалось захватить важнейшую русскую крепость на Карельском перешейке — Корелу (сов. Приозёрск)[15].
- Атаман Ермак Тимофеевич пришёл к Тюмени, где и зимовал[25].
- На службу Государю выехали родоначальники дворянских родов: Татариновы, Алеевы, Мертваго, Богдановы, Дубинские и Яблонские[26].
- Местничество: 
  - Тюфякин Василий Васильевич и Бутурлин Роман Дмитриевич[27].
  - Одоевский Михаил Никитич и Ноготков-Оболенский Иван Андреевич (второй раз в 1583-1584)[28].
  - Бутурлин Роман Дмитриевич и Фома против князя Дмитрия (царь приказал Дмитрия посадить в тюрьму на 3 дня и Дмитрий должен выплатить Фоме 150 рублей, после чего отослал князя в Новгород)[29].
- 1580-е — перестроена Старолодожская крепость. Возведены стены толщиной до 7 метров с 5 башнями (Стреличная, Тайничная, Раскатная, Климентовская, Воротная)[30].

### Акты и грамоты
- Март — Боярский приговор о назначении в станичные головы детей боярских с 400 и 500 четей, а в товарищи им не ниже, как со 100 четей, а имеющим 300 четей и ниже 100 в станицах не служат[31].

### Руководители приказов
| Года      | Приказ            | Ф,И,О главы                | Примечания |
| --------- | ----------------- | -------------------------- | ---------- |
| 1577-1594 | Разрядный приказ  | Щелкалов Василий Яковлевич |            |
| 1570-1594 | Посольский приказ | Щелкалов Андрей Яковлевич  |            |
| 1570-1588 | Казанского дворца | Щелкалов Андрей Яковлевич  |            |

## Начало правления
См.также: Список глав государств в 1580 году
- 1580—1582 — Шигай, хан Казахского ханства[34].

## Родились

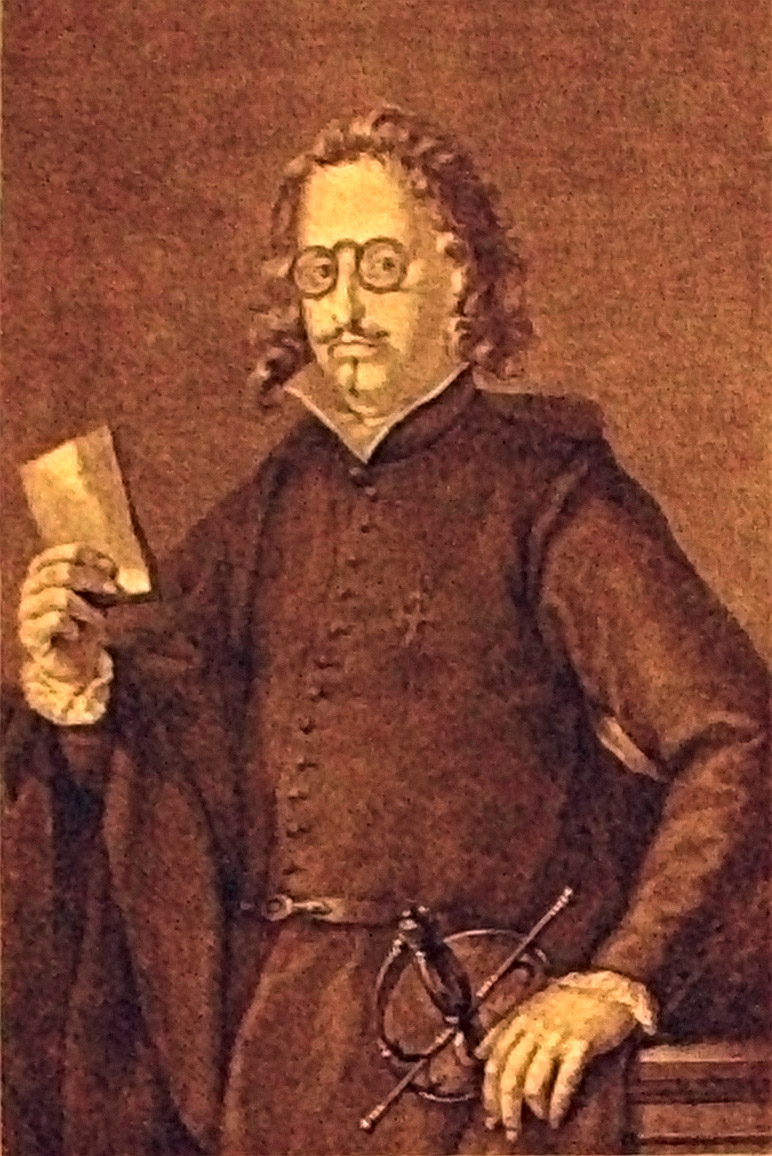
Изображение Франсиско де Кеведо

См. также: Категория:Родившиеся в 1580 году
- Андради, Антонью ди — португальский иезуит и путешественник.
- Бетлен, Габор — руководитель антигабсбургского движения в Венгерском королевстве, князь Трансильвании в 1613—1629 годах, король Венгрии в 1620—1621 году.
- Вернье, Пьер — французский учёный и изобретатель.
- Гейнзиус, Даниель — нидерландский филолог, издатель, поэт и драматург.
- Годолен, Пьер — лангедокский поэт.
- Карл I Гонзага — представитель французской ветви дома Гонзага, унаследовавший от матери, Генриетты Клевской, титул герцога Невера, а от отца, Луи де Невера, — титул герцога Ретеля. В результате Войны за мантуанское наследство в 1627 году сменил двоюродного брата, Винченцо II, в качестве суверенного герцога Мантуи и Монферрата.
- Кеведо, Франсиско де — испанский поэт и прозаик.
- Клавер, Пётр — святой Римско-Католической Церкви, миссионер и священник из монашеского ордена иезуитов, покровитель Колумбии, рабов и афроамериканцев.
- Клювер, Филипп — немецкий учёный, изучавший историческую географию.
- Маджини, Джованни Паоло — итальянский скрипичный мастер.
- Мансфельд, Петр Эрнст II фон — предводитель протестантов Тридцатилетней войны из графского рода Мансфельдов.
- Манфреди, Бартоломео — итальянский живописец.
- Мидлтон, Томас — английский поэт и драматург якобинской эпохи.
- Сквонто — индеец из алгонкинского племени патуксетов (ныне исчезнувшего, входившего в конфедерацию вампаноагов), помогший первым американским колонистам («отцам-пилигримам») пережить зиму 1620 года в Новом свете.
- Смит, Джон — английский писатель и моряк, один из основателей и лидеров Джеймстауна — первого британского поселения на территории современных США.
- Снелл, Виллеброрд — нидерландский математик, физик и астроном.
- Фабри де Пейреск, Никола-Клод — французский астроном, антиквар и полимат.
- Хартог, Дерк — нидерландский мореплаватель. Наиболее известен тем, что является вторым мореплавателем, после Вильяма Янсзона, посетившим и описавшим Западное побережье Австралии.
- Ян Юрковский — польский поэт эпохи польского Возрождения и барокко.

## Скончались

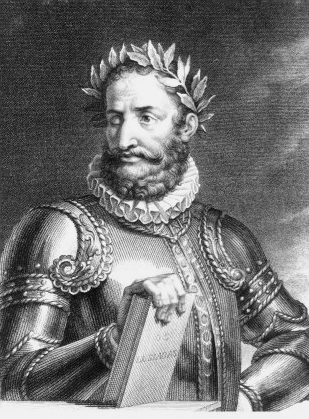
Изображение Луиса де Камоэнса

См. также: Категория:Умершие в 1580 году
- 18 мая — Хак-Назар-хан — хан Казахский с 1538 по 1580 год. Младший сын Касым-хана
- Анна Австрийская — четвёртая жена короля Испании Филиппа II, старшая дочь императора Максимилиана II и его жены Марии Испанской.
- Вольф, Иероним — немецкий историк и гуманист.
- Камоэнс, Луис де — португальский поэт, автор поэмы «Лузиады».
- Лопес де Сегура, Руй — испанский шахматист и шахматный теоретик, один из первых мастеров современных шахмат.
- Палладио, Андреа — итальянский архитектор позднего Возрождения, основоположник палладианства.
- Эммануил Филиберт — герцог Савойский, сын Карла III и Беатрисы Португальской.
- Энрике Португальский — кардинал-король Португалии с 1578 по 1580 год. Последний представитель Ависской династии. Пятый сын Мануэля I и его второй жены Марии Арагонской.